# Aeroponik

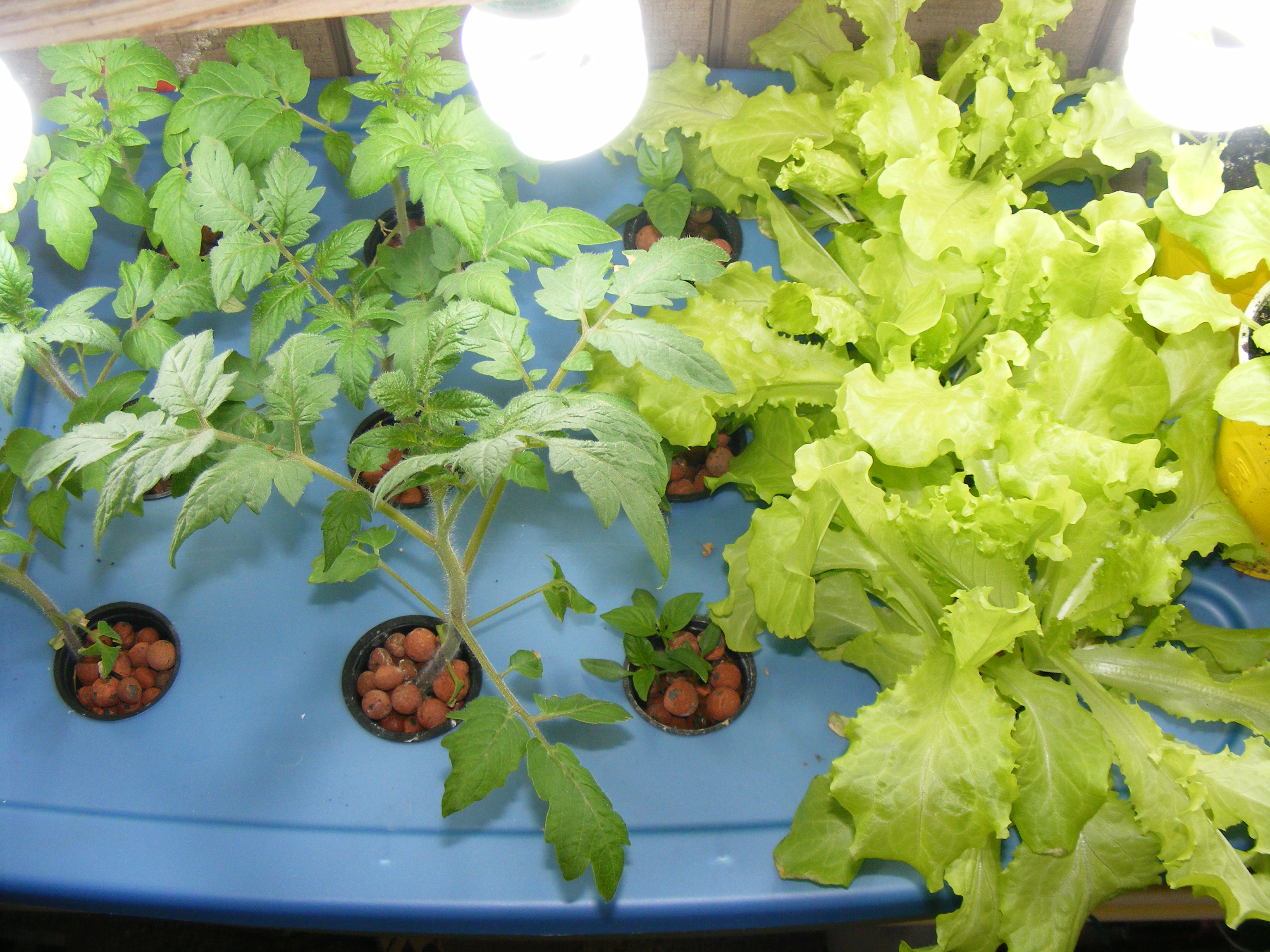
Tomater och sallad odlas med aeroponik.

Aeroponik är processen för odling av växter i en luft- eller dimmiljö utan användning av jord (så kallad geoponic). Ordet "aeroponik" härstammar från de grekiska betydelserna av "aero" (luft) och "ponos" (arbetskraft). Aeroponikkultur skiljer sig från konventionell hydroponik där, till skillnad från hydrokultur som använder vatten som odlingssubstrat och viktiga mineraler för att stödja tillväxten hos växter, så utförs aeroponik utan ett odlingssubstrat. Eftersom vatten används i aeroponik för att överföra näringsämnen kan det ibland anses vara en typ av hydroponik.